# Biserica Sfântul Dumitru - Poștă
Biserica Sfântul Dumitru-Poștă (Sfântul Dumitru de Jurământ) aproape de Muzeul Național de Istorie a României (fost Palatul Poștelor, de unde și denumirea bisericii), a fost ridicată în 1819, pe locul unei mai vechi
biserici, de prin secolul al XIV-lea. Este paraclis universitar al Bucureștiului și adăpostește mai multe sfinte moaște: ale Sfântului Pantelimon, ale Sfântului Haralambie, ale Sfinților Antipa și Nicanor. Totodată, este singura biserică din Capitală unde veți găsi o icoană veche cu Sfântul Iuda Tadeul. Adresa exactă a Bisericii Sfântul Dumitru-Poștă este strada Franceză nr. 1 

## Istoric

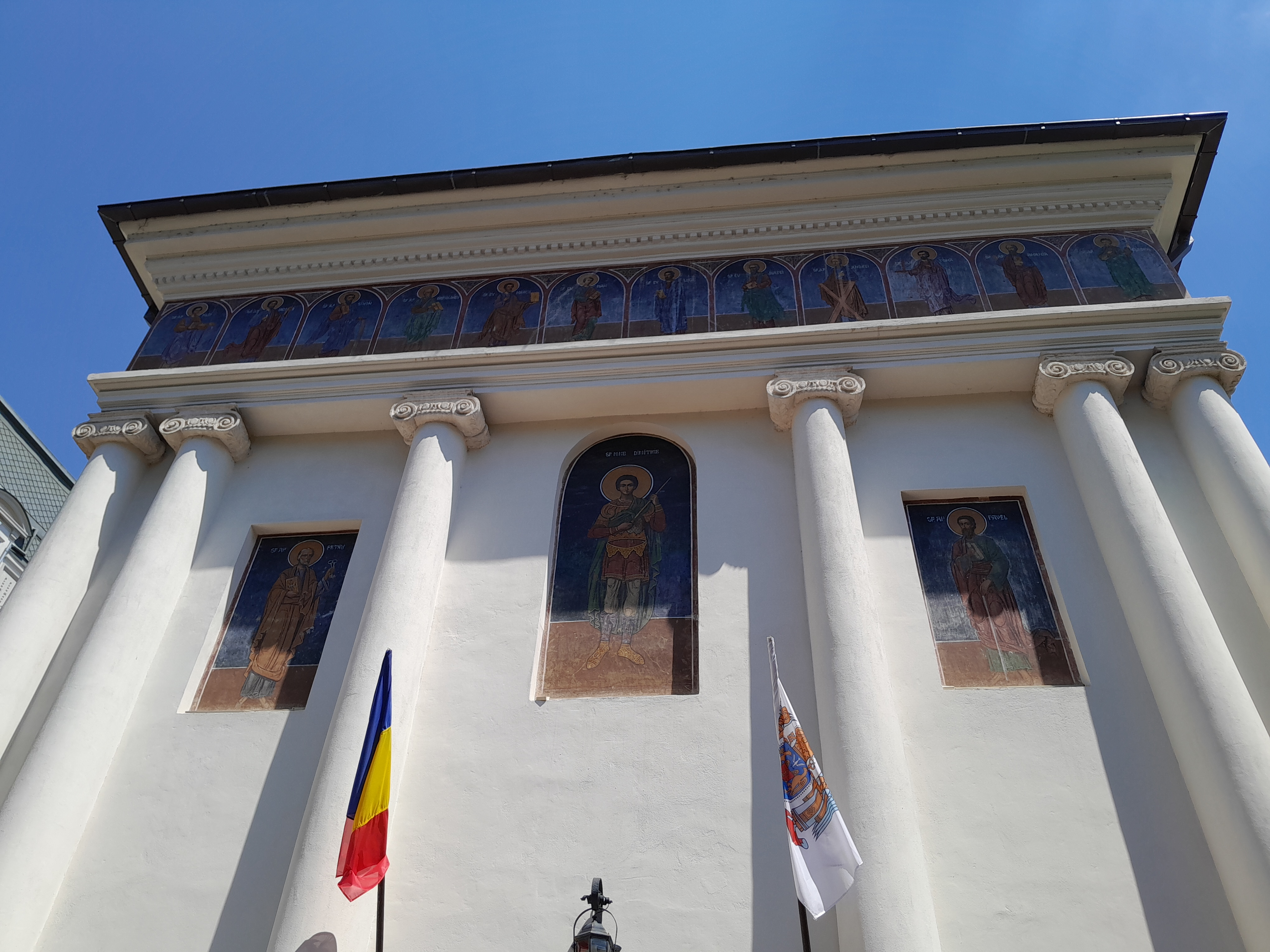
Exterior

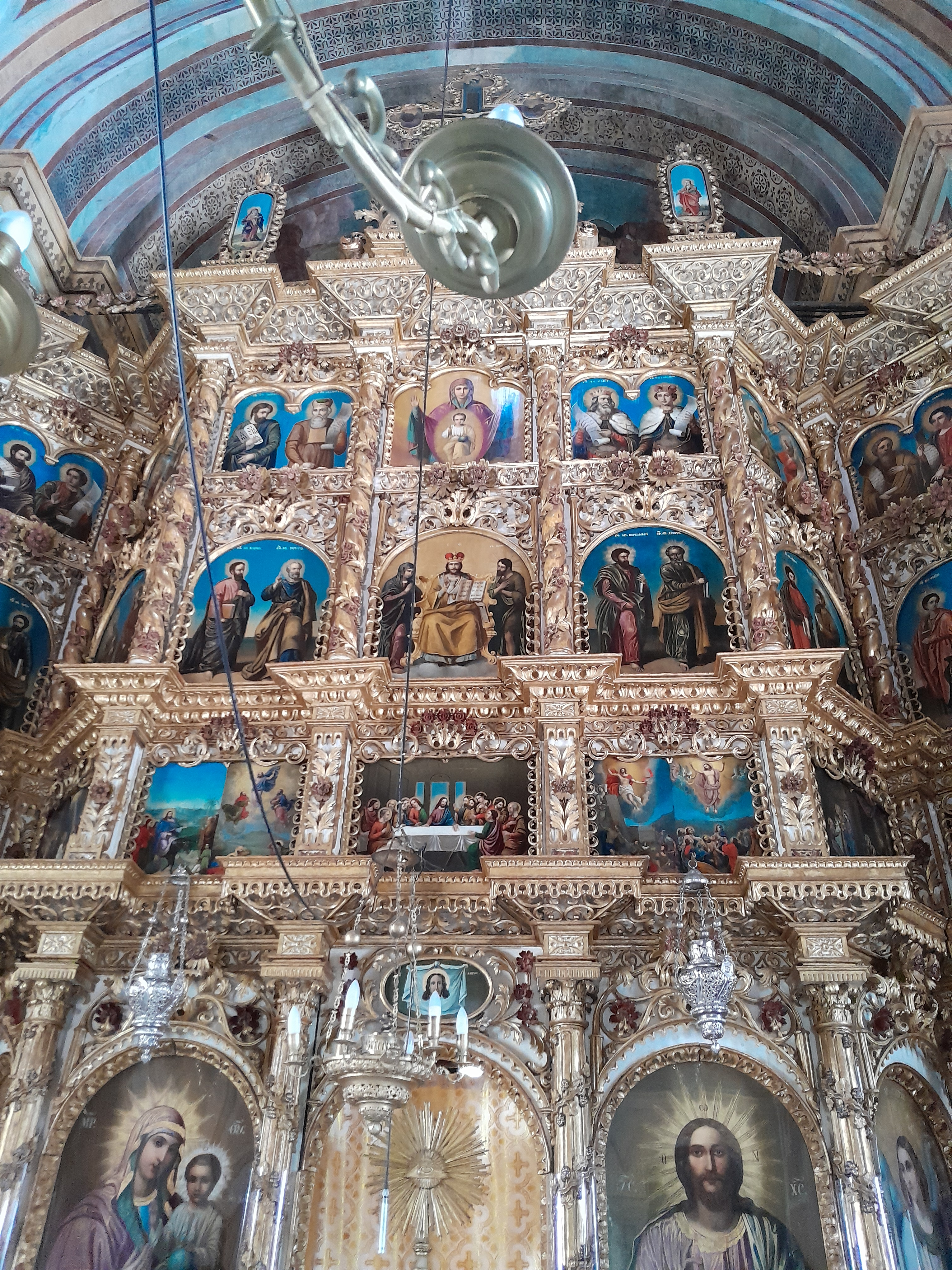
Interior

### Biserica medievală
Cercetările arheologice întreprinse în cadrul Șantierului București, Sectorul Curtea Veche, coordonat de către Academia Română începând cu anul 1954 au evidențiat urmele unui lăcaș de cult creștin, semnalat de către necropola din jur, dar fără a se putea preciza dimensiunile acestuia, planul exact, precum și alte detalii. Atât necropola, cât și biserica medievală au fost datate din secolul XV, făcând, deci, parte, din cetatea medievală din timpul lui Vlad Țepeș.
Sec. XV-XVI – aceleași cercetări au evidențiat urme de locuire în jurul bisericii și a necropolei aferente. Toate vestigiile au fost afectate, ulterior, de construirea bisericilor ce au premers actualului lăcaș. Biserica veche a fost pusă în legătură cu Casele Bălăcenilor, pe care atât tradiția, cât și anumite documente, le poziționau în preajma bisericii. Amplasamentul lor exact nu se poate cunoaște cu siguranță, fiind posibil ca, în decusrul timpului, acestea să fi cunoscut diferite înfățișări - v. infra, Reconstituirea ipotetică a succesiunii proprietarilor de imobile..., p. 1.
1589-1590 – Ecaterina Doamna, soția Domnitorului Alexandru II Mircea, este amintită într-un act de danie către M-rea Vladatos din Salonic, că făcuse daruri M-rii Sf. Dumitru din București. Identificarea Mănăstirii Sf. Dumitru cu biserica Sf. Dumitru – de pe locul actualei biserici de pe Str. Franceză colț cu Str. Sf. Dumitru – este doar o ipoteză, deoarece, concomitent, la sfârșitul veacului al XVI-lea, hrisoavele consemnează existența unui așezământ având același hram, amplasat în Ostrovul Dâmboviței. Ori, poziția actuală, dar și cea din trecut, a bisericii Sf. Dumitru „De Jurământ”, nu corespunde cu a unui lăcaș situat într-un ostrov, adică înconjurat de apă. Cea mai probabilă identificare a M-rii Sf. Dumitru cu vreunul din amplasamentele lăcașurilor actuale, este cu acela al bisericii Domnița Bălașa. Aici, cu prilejul consolidării bisericii, între 1954-1955, echipa condusă de acad. Aurel Beleș, a dezevlit, sub colțul S-SV al bisericii actuale, fundațiile adânci a unei biserici. Arheologul Gh. G. Cantacuzino care a cercetat-o, a datat prima fază de existență a bisericii în veacul al XVI-lea, iar a doua fază în cel de-al XVII-lea.
În tot cazul, în urma invadării Țării Românești de oastea condusă de Koça Sinan Pașa, casele, bisericile și mănăstirile au fost incendiate, atunci arzând și vechea biserică Sf. Dumitru.
1654-1655 – prima mențiune a bisericii Sfeti Dimitrie 
1680 Martie 7 – este amintită ctitoria lui Badea Bălăceanul conte al Sacrului Imperiu Roman (de Națiune Germană), Matei Bălăceanul și Constantin aga Bălăceanul. Bisericii i se spune „Biserica de jurământ Sfeti Dimitrie”. Nu se arată de când ori cine a ctitorit biserica, dar este clar că fusese ridicată anterior acestei date, poate chiar ante 1652.
1692 Februarie 13 – biserica e pomenită într-un act de vânzare-cumpărare. Locul tranzacționat era situat „lăngă biserica unde iaste hramul lui sfeti Dimitrie” C Reconstituirea ipotetică a succesiunii proprietarilor de imobile (terenuri și construcții) din jurul bisericii Sf. Dumitru
1699 Iunie 20 și 1700 Martie 3 – este amintită „Mahalaoa lui Sfeti Dimitrie” C Reconstituirea ipotetică..., p.1. Mahalaua este pomenită sub același nume în 1784 Aprilier 30, 1785 Decembrie 1 C idem, p. 8.
1708 Mai 10, 1710 – este amintit popa Călin protopopul „+ Popa Calen, prot[opop] mart[or]”
1710 Martie 29 – este amintit din nou Popa Călin, „popei lui Calin, protopopul de la biserica de jurămănt”
1741-1746 – biserica Bălăcenilor – probabil avariată de vreme, de cutremure, (unul puternic avusese loc în 1738), de mâna omului – este rectitorită de către vătaful de copii de casă Stroe Râmniceanul, călugărit apoi drept Isaia Monahul (adică de la Râmnic, respectiv Râmnciul-Vălcii, unde era scaun episcopal). Stroe, alias Isaia, și-l asociază la ctitorie pe nepotul său, logofătul de Vistierie Radul Atanasievici (adică „fiul lui Atanasie”, probabil nepot de frate) C G. D. Florescu, Din vechiul București... O familie de cărturari numită Râmniceanul, vestită în epocă, s-a distins printr-o intensă activitate tipografică în cadrul Episcopiei Râmnicului.
1750 – înainte să se călugărească la Schitul Țigănești-Ilfov, Safta Asan-Micșunescu, mama lui Constantin III (Dinu) Bălăceanu, de la Stolnici, lasă acestuia „o casă în București, în mahalaua Sf. Dumitru” C Reconstituirea ipotetică.., p. 9
1754 Noiembrie 30 – noii ctitori, prin „actul de fundațiune”, închină biserica Episcopiilor Râmnicului și Buzăului.
Între 1769-74 și 1778 – strada Sf. Dumitru (ori poate Ulița Brâncoveanului, de mai apoi), se numea „Podul Bălăceinului ce merge spre bis. Sf. Dumitru” C Reconstituirea ipotetică.., p. 10
1772 Mai 14 – episcopiile Buzăului și Râmnicului pretindeau, amândouă, că li se cuvine Metohul Sf. Dumitru „De jurământ” din București. Domnitorul hotărăște că din acel moment, Metohul va fi administrat numai de către Episcopia Buzăulu
1785 Iunie 14 – într-un act semnat de către Maria grofoaia Bălăceanca,se precizează că o casă dăruită de ea bisericii Sf. Gheorghe-Vechi (altă ctitorie bălăvenească din veacul al XV-lea), se găsea „peste drum la altarul bisericii Sfîntului
Dimitrie, pă locul dumneaei jupînesei Marii Bălăceanchii” C Reconstituirea ipotetică.., p. 8
1797 – biserica era dărăpănată, Episcopia Buzăului nemaifăcând față întreținerii bunurilor imobile – între timp cele două episcopii își împărțiseră patrimoniul.
1802 Octombrie 14 – cutremurul cel mare doboară biserica rectitorită de Râmniceni
1804 August 28 – un incendiu izbucnit în Târg avariază biserica, încât este necesară reconstruirea ei din temelii. Fără a da detalii, pisania actuală, precizează că la data redactării (1852), biserica „stătea pe aceste temelii de 45 ani”, deci din 1807 C Documentar fotografic. Pisania.
1807 – începe reconstruirea bisericii Sf. Dimitrie, la inițiativa Episcopului Buzăului, Costandie Filitti. Lucrările durează și sub Gherasim Episcopul Rătescu, urmașul lui Costandie. Se adoptă stilul neoclasic, de ambianță germană (austriacă) – țările germanice se aflau sub influența lui Winckelmann, teoreticianul neoclasicismului.
1819 – se încheie prima fază a reconstrucției bisericii. Autorul proiectului a fost Iosif Weltzbau, sau „arhitector”. 
1826 – se pare că în acest an ar fi fost realizată o parte a picturii
1837-1843 Octombrie 26 – se reiau lucrările la biserica Sf. Dimitrie, acestea fiind finalizate de către Episcopul Buzăului Chesarie, unul dintre cei mai activi ierarhi din secolul XIX pe tărâmul construcțiilor. Biserica este finalizată, probabil, tot în stil neoclasic. Cu acest prilej, pereții interiori sunt împodobiți cu o pictură nouă, în stil realist, occidental, datorată lui Carol Pop de Szathmary. Este unicul ansamblu murală de pictură religioasă păstrat de la acest maestru al artelor dinainte de Unire. Se păstrează contractele dintre ctitor, arhitect, constructor (Atanase dulgher) și pictori (Ioan, Mincu și Costache, influențați de pictorul italian Giuliani).
1847 Martie 23 – Focul cel mare avariază biserica (aoperișul și o parte din interior), fiind necesară reconstrucția/refacerea.
1847-1852 – se desfășoară refacerea bisericii, sub privegherea Episcopului Filotei al Buzăului. Turla a fost reconstruită din lemn învelit cu tablă, profilată cu motive neoclasice. Pictura datorată lui Szathmary a fost refăcută, iar turla repictată de către meșterii zugravi de subțire Ioan, Mincu și Costache.
1912 – biserica era abandonată, fără enoriași și amenințată cu dărâmarea. La inițiativa urmașului ultimilor ctitori, avocatul Ioan C. Filitti, cu sprijinul Primarului general al Capitalei, Dimitrie (Matache) Dobrescu, biserica Sf. Dumitru a fost restaurată. A fost târnosită în ziua de 30 mai 1930.
1940 Noiembrie 9/10 – a fost afectată de cutremur, dar nu foarte grav.
1954 – cercetări arheologice punctuale în curte
1964-1966 – reparații exterioare
1977 Martie 4 – alt cutremur provoacă avarii ușoare. Este inițiat un proiect complex de restaurare, coordonat de către D.P.C.N., dar realizat prin Arhiepicopie, proiectanți fiind ing. Lucian Rotaru si N. Stroe.
1986 – se execută unele lucrări de reparații, cu pretenții de consolidare, lucrări ce nu pot fi depistate in teren. 
După 1989 – se execută reparații uzuale, între care spoirea pereților exteriori, montarea unui paviment nou din gresie (lucioasă) – peste vechea pardoseală din lespezi de piatră -, restaurarea unor piese de mobilier, etc.
În curte se păstrează diferite pise litice, unele scuptate, recuperate din cercetările arheologice efectuate în decursul timpului.
Comunitatea Bisericii editează Revista Dimitrios, bilunar de știri din parohie.

## Galerie

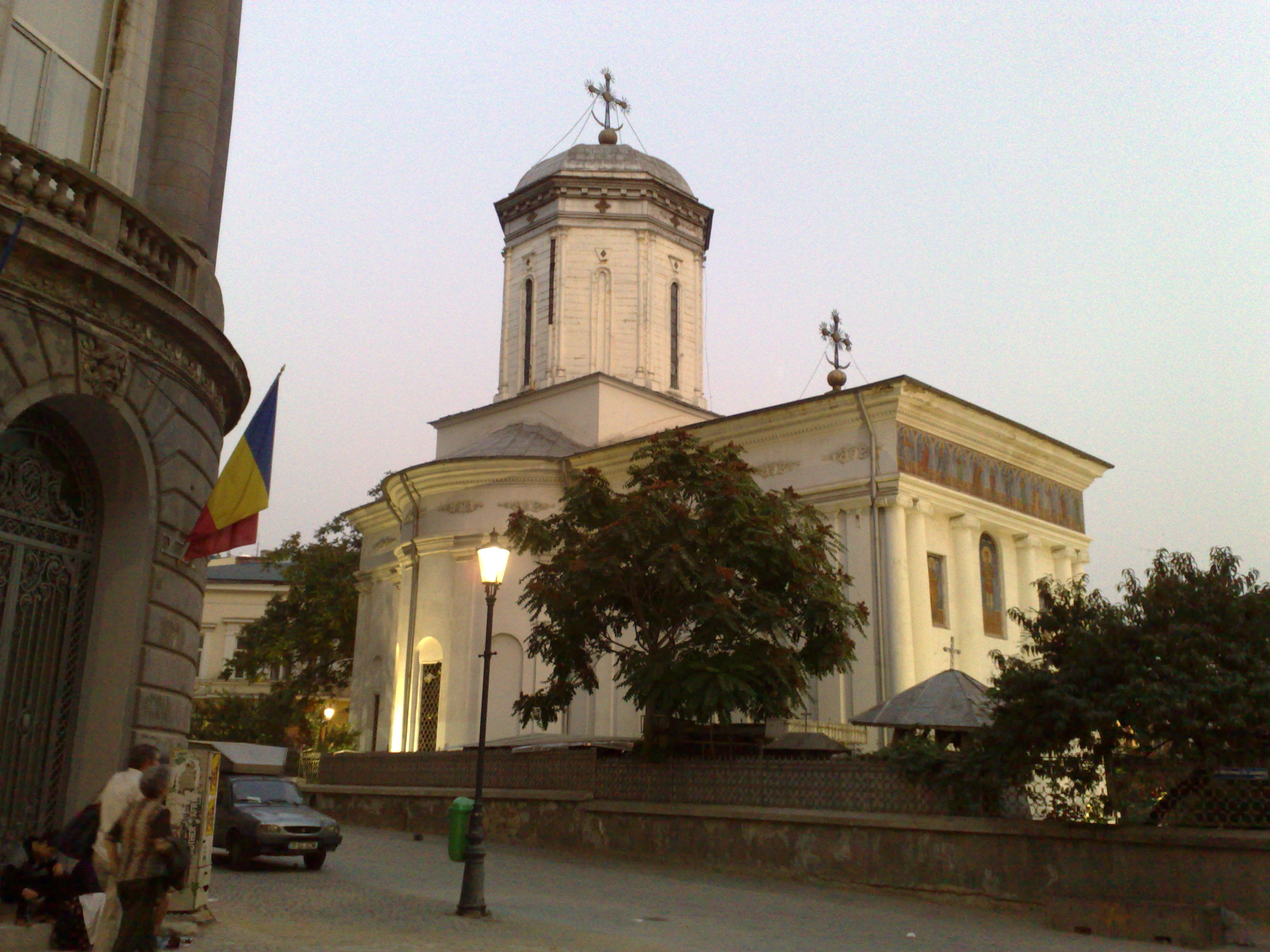
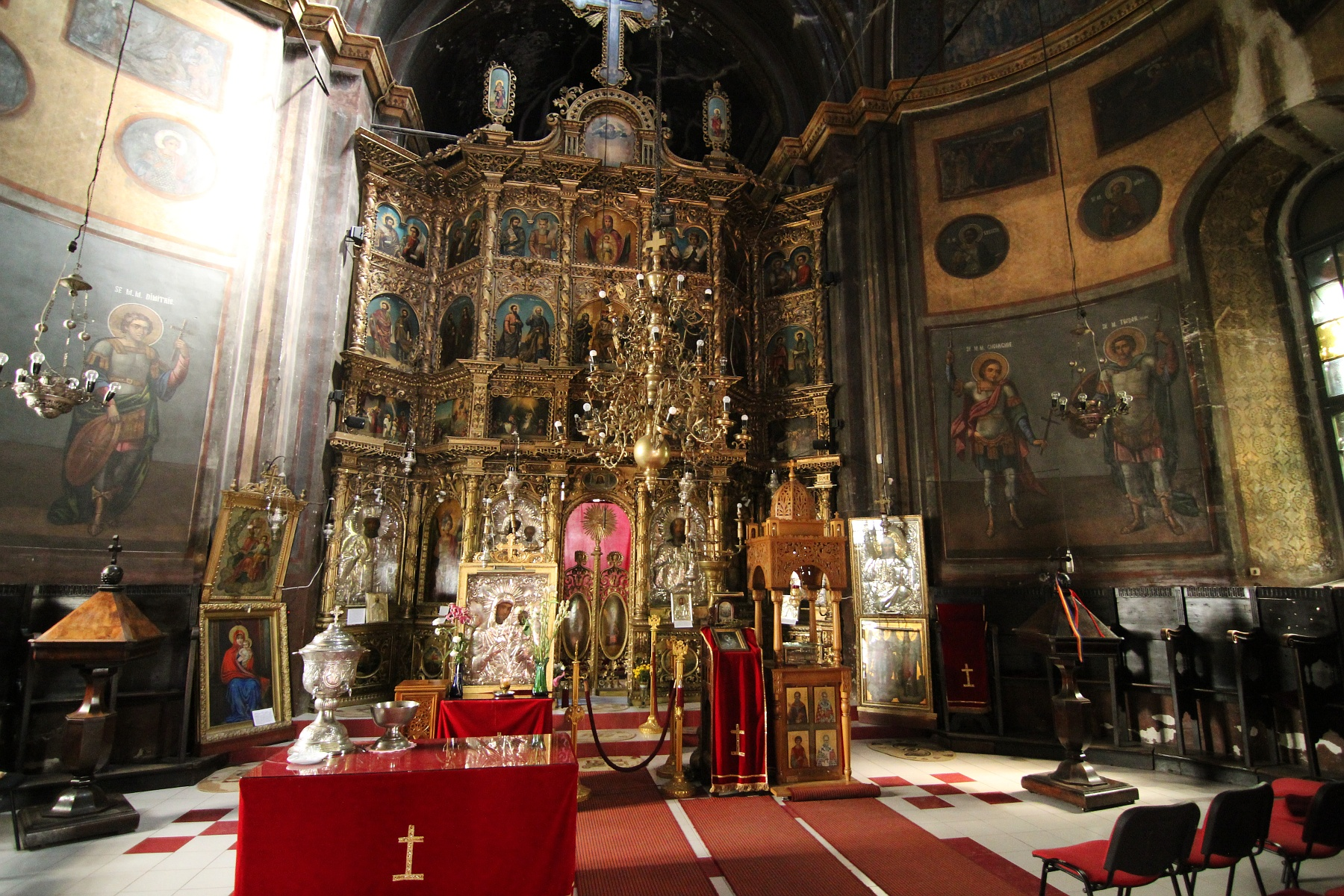
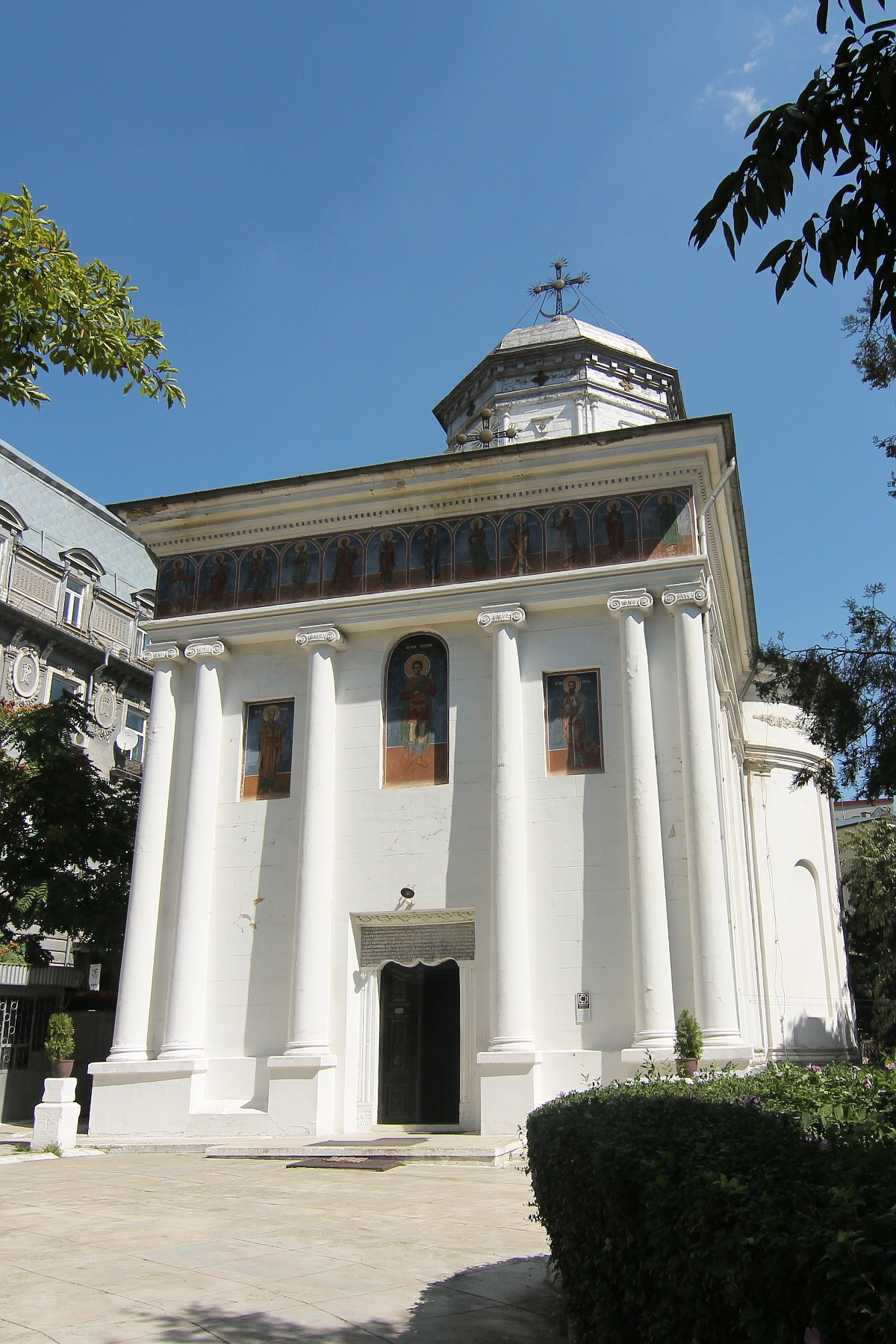
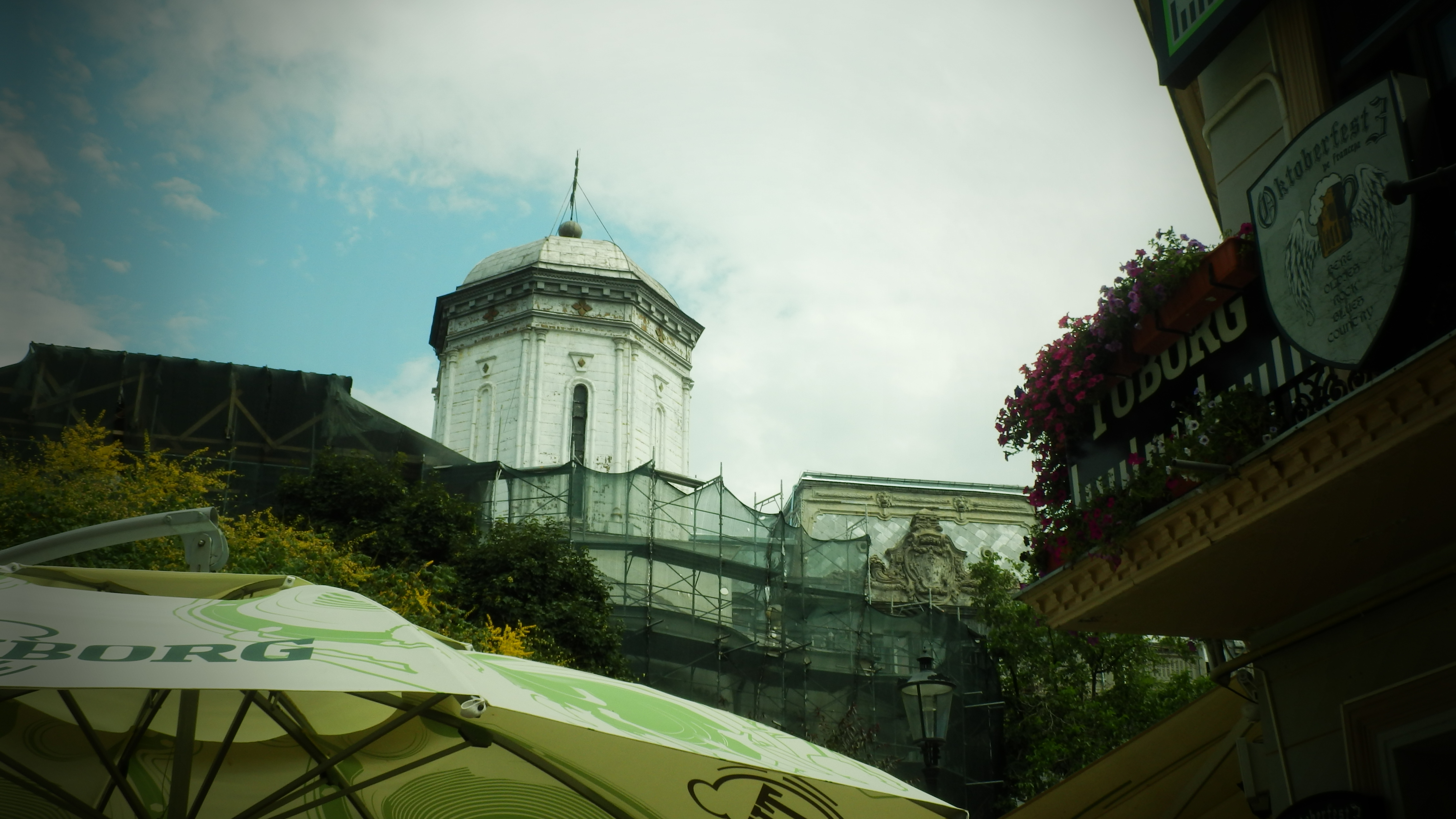